# Altadena, Kalifornija
Altadena je naseljeno područje za statističke svrhe u američkoj saveznoj državi Kalifornija. Prema popisu stanovništva iz 2010. u njemu je živjelo 42,777 stanovnika.